# Arzanah Airport
Arzanah Airport är en flygplats i Förenade Arabemiraten. Den ligger i den nordvästra delen av landet, 190 kilometer väster om huvudstaden Abu Dhabi. Arzanah Airport ligger 3 meter över havet. Den ligger på ön Arzanah.
Terrängen runt Arzanah Airport är platt.  . Det finns inga samhällen i närheten.